# Eichstruth
Eichstruth est une commune allemande située dans l'arrondissement d'Eichsfeld en Thuringe.

## Géographie

Situation de la commune (en rouge) dans l'arrondissement.

Eichstruth est située dans le sud-ouest de l'arrondissement. La commune, qui est la moins étendue de Thuringe, fait partie de la Communauté d'administration d'Uder, elle se trouve à 14 km au sud de Heilbad Heiligenstadt, le chef-lieu de l'arrondissement. 

## Histoire
La première mention écrite du village d'Eichstruth date de 1226.
Eichstruth a  appartenu à l'Électorat de Mayence jusqu'en 1802 et à son incorporation à la province de Saxe dans le royaume de Prusse (gouvernement d'Erfurt, cercle de Heiligenstadt). 
Le village fut inclus dans la zone d'occupation soviétique après la Seconde Guerre mondiale avant de rejoindre le district d'Erfurt en RDA jusqu'en 1990.

## Démographie
| 1910 | 1933 | 1939 | 1995 | 2000 | 2005 | 2010 |
| ---- | ---- | ---- | ---- | ---- | ---- | ---- |
| 116  | 106  | 98   | 90   | 88   | 88   | 88   |